# Manuscrito de Simancas
Se conoce con el nombre de Manuscrito de Simancas a un conjunto de dos fragmentos hallados en el Archivo General de Simancas con siete piezas para vihuela de autores anónimos. Su importancia radica en el escasísimo número de fuentes musicales manuscritas para vihuela que han sobrevivido. 

## Historia
Se desconoce completamente la procedencia de los fragmentos. Estaban catalogados en el Archivo General de Simancas en la "serie 9" o grupo "Incorporado" de la sección "Casa y sitios reales". Esta sección contenía documentos sueltos recopilados entre 1628 y 1633. Posteriormente, los documentos fueron agrupados en legajos durante los años 1936 - 1940, cuando se constituyeron como el grupo "Incorporado", con signatura "Casa y Sitios Reales, Legajo 394, folio 130". Los fragmentos fueron descubiertos por Cristina Bordas Ibáñez y publicados por Antonio Corona-Alcalde en 1986. El resto de los documentos en el mismo legajo no aportan ninguna información acerca del origen de los fragmentos, ya que son de diversos tipos y fechas. Una edición en facsímil con transcripción de Antonio Baciero fue publicada en 1998.

## Los fragmentos

### Fragmento 1
El fragmento más grande consiste en una hoja de papel plegada en tamaño folio con un tamaño aproximado de 22 x 31.5 cm. La música está escrita en tablatura italiana de seis órdenes, del mismo tipo que puede verse en el resto de libros de vihuela conservados.
A continuación se detalla el contenido del fragmento. Los códigos en la columna de grabaciones se especifican más abajo, en la sección de "Discografía".
| Folio | Obra                                                      | Notas             | Grabaciones   |
| ----- | --------------------------------------------------------- | ----------------- | ------------- |
| 1r    | (Relación del valor de las figuras)                       |                   |               |
| 1r    | Rivera verde umbrosa                                      | Canción con texto | ALF, ESP      |
| 1r-1v | Diferencias sobre "Guárdame las vacas"                    |                   | MOR, FER      |
| 1v    | Contrapunto sobre el Conde Claros                         |                   | FER           |
| 1v    | Pavanilla                                                 |                   | RUM, FER, ESP |
| 1v    | Por unos ojuelos negros                                   | Canción con texto |               |
| 2r    | (Texto de las dos canciones anteriores y de la siguiente) |                   |               |
| 2r    | Falsa me es la espiga de zuela                            | Canción con texto |               |
| 2v    | (en blanco)                                               |                   |               |

### Fragmento 2
El fragmento más pequeño se encuentra dentro de la hoja plegada anterior. Consiste en una hoja sencilla, también de tamaño folio. Sólo contiene música en una de las caras, mientras que la otra, contiene una inscripción y una operación aritmética. La única obra que contiene también está en tablatura italiana, pero está escrita sin líneas divisorias ni signos que indiquen el ritmo:
| Folio | Obra                                                  | Notas | Grabaciones   |
| ----- | ----------------------------------------------------- | ----- | ------------- |
| 1r    | La moreda                                             |       | WIL, RUM, ESP |
| 1v    | (Contiene una inscripción y una operación aritmética) |       |               |

## Discografía
- 1990 - [WIL] Vihuela Music of the Spanish Renaissance. Christopher Wilson. Virgin Veritas VC 7 91136-2
- 1991 - [RUM] Music of the Spanish Renaissance. Shirley Rumsey. Naxos 8.550614.
- 1991 - [ALF] Nunca más verán mis ojos. Música para vihuela. Alfred Fernández. Enchiriadis EN 2004.
- 1992 - [MOR] Canto del Cavallero. José Miguel Moreno. Glossa 920101.
- 2000 - [FER] Valderrabano y los vihuelistas castellanos. Alfred Fernández. Unacorda UCR0012000.
- 2006 - [ESP] Dezidle al cavallero. Obras para vihuela y guitarra barroca. Fernando Espí. Verso VRS 2043.